# Fred Basset
Fred Basset is een krantenstrip die gecreëerd werd door de Schotse cartoonist Alex Graham (1913-1991). Ze verscheen voor het eerst in de Daily Mail op 9 juli 1963. De strip loopt nog steeds en verscheen in vertaling in een twintigtal landen. In Duitsland heet hij Wurzel, in Noorwegen Laban en in Italië Lillo. In Nederland verscheen Fred Basset in de jaren 1970 in onder meer De Leeuwarder Courant, De Haagse Courant en het Leidsch Dagblad.
Fred is een basset hound die inwoont  bij een naamloos Brits echtpaar van middelbare leeftijd. Hij is erg trouw hoewel hij zijn baasjes nogal dom vindt. Fred levert humoristisch, vaak ironisch commentaar bij hun gedrag. Hij heeft ook een vriendenkring van andere honden, zoals Fifi de poedel, Yorky de terrier en Jock de Scotty.
Graham liet zich voor zijn strip inspireren door zijn eigen hond Freda. Hij tekende ongeveer 9000 strips. Toen hij stierf bleef er nog genoeg materiaal over voor 18 maanden. Nadien werd de reeks voortgezet door tekenaar Michael Martin en zijn dochter Arran Graham die de ideeën levert.
Fred Basset vierde zijn vijftigste verjaardag op 9 juli 2013, na meer dan 18.000 verschijningen in de Daily Mail en de Mail on Sunday.
De strips werden in Groot-Brittannië heruitgegeven in langwerpige boekjes met de ondertitel "The hound that's almost human". In Nederland verschenen in de jaren 1970 ook een paar Fred Basset-boekjes bij Semic Intermerc, een afdeling van de Zweedse uitgeverij Semic Press.

## Televisieserie
Bill Melendez Productions maakte in 1976 een aantal korte tekenfilms van vijf minuten met Fred Basset voor de BBC. Freds gedachten werden daarin uitgesproken door acteur Lionel Jeffries.